# 1665
1665 је била проста година.

## Догађаји

### Јун
- 13. јун – Битка код Лоустофта

## Смрти

### Јануар
- 12. јануар — Пјер де Ферма, француски математичар